# Veles (grad)
Veles (makedonski: Велес) je grad od 43 108 stanovnika, u središnjem dijelu Republike Sjeverne Makedonije, koji leži na obalama rijeke Vardar. 
Sjedište je istoimene Općine Veles, koja ima oko 55 108 stanovnika (po popisu iz 2002.). 
Za vrijeme SFRJ grad se zvao Titov Veles.

## Povijest
U toku povijesti grad je često mijenjao ime: od Vilazora (grčki Βυλασωρα), preko  Ćuprili do današnjeg Veles. Ovo današnje ime grad je dobio u 7. stoljeću s doseljavanjem Slavena na Balkanski poluotok, od slavenske riječi veles koja znači "u šumi" (zbog gustih šuma koje su ga okruživale). Prvo naselje su osnovali Tračani,  nakon toga jedno vrijeme je dio Peonskog kraljevstva, poslije toga postaje dio Rimskog Carstva pa onda Bizantskog Carstva. 
Za Otomanske vlasti,  imao je status grada (turski: kaza) u vilajetu Selanik i dobio ime  Ćuprili (turski: Köprülü).
U Velesu su otvoreni: prva škola makedonskog jezika, prva gimnazija, prvo kazalište, prva knjižnica, prvi muzej i prva glazbena škola u Republici Makedoniji. Među sačuvanim srednjovjekovnim spomenicima, najpoznatiji je manastir Sv. Dimitrija (14. stoljeće), a pozornost svojom arhitekturom na sebe privlači crkva Sv. Pantelejmona, iz 19. stoljeća.

## Kultura
Najveća turistička atrakcija u bližoj okolini Velesa je antički grad Stobi. Osim toga, značajni su i lokaliteti Breza i Pešti, koji obiluju spiljama (s arheološkim ostacima iz neolitika, ranokršćanske pećine).
U općini Veles nalazi se osam osnovnih i četiri srednje škole, sportsko igralište, sportska sala, bazen, kazalište, muzej, knjižnica, kina, deset crkava, manastiri i džamija.

## Šport
U gradu djeluje nogometni klub FK Borec.

## Zbratimljeni gradovi
- Slobozia, Rumunjska

Drugi oblici suradnje:
- Pula, Hrvatska (Dogovor o prijateljstvu i suradnji 2002.)

## Poveznice
- Veles (mitologija)